# Caledanapis insolita
Caledanapis insolita is een spinnensoort in de taxonomische indeling van de Dwergkogelspinnen (Anapidae).
Het dier behoort tot het geslacht Caledanapis. De wetenschappelijke naam van de soort werd voor het eerst geldig gepubliceerd in 1924 door Berland.